# Охотничье ружьё (мультфильм)
«Охотничье ружьё» — советский мультипликационный фильм 1948 года, сказка-шутка.
Изначально фильм начал снимать Владимир Сутеев, но через некоторое время он неожиданно уволился с киностудии, и работу над фильмом закончили Пантелеймон Сазонов и Роман Давыдов.

## Сюжет
Как Храбрый Заяц оказался мудрым, подставив Лису и Волка под ружье охотника.
Шёл по лесу Заяц и увидел спящего Охотника, а рядом с ним — охотничье ружьё. Взял Заяц потихоньку ружьё, пошёл и выгнал Лису из своего дома. Но вскоре по лесу разнесли слух, что ружьё не заряжено. Тогда Лиса и Волк пошли ловить Зайца. Но тот успел сбежать и подложить ружьё обратно.

## Создатели
| сценарий                  | Сергея Михалкова                                                                    |
| композитор                | Игорь Морозов                                                                       |
| режиссёр-постановщик      | Пантелеймон Сазонов                                                                 |
| режиссёр                  | Роман Давыдов                                                                       |
| художник-постановщик      | Константин Зотов                                                                    |
| оператор                  | Михаил Друян                                                                        |
| звукооператор             | Николай Прилуцкий                                                                   |
| асс. режиссёра            | Г. Бродская                                                                         |
| художники-мультипликаторы | Дмитрий Белов, Иван Давыдов, Григорий Козлов, Евгений Трунов, В. Юкин, Фёдор Хитрук |